# Jan Bukal
Jan Bukal byl český a československý politik KSČ, v 50. letech 20. století československý ministr těžkého strojírenství.

## Biografie
Před nástupem do ministerské funkce se profesně uvádí jako náměstek ministra strojírenství. Pak byl tento dosavadní rezort rozdělen a jedním z nových ministerstev se stalo ministerstvo těžkého strojírenství (nazýváno též ministerstvo těžkého průmyslu). V říjnu 1955 se Bukal stal ministrem těžkého strojírenství v československé druhé vládě Viliama Širokého. Na postu setrval do srpna 1957.